# Umlalazi
Umlalazi (officieel Umlalazi Local Municipality) is een gemeente in het Zuid-Afrikaanse district uThungulu.
Umlalazi ligt in de provincie KwaZoeloe-Natal en telt 213.601 inwoners. Het gemeentebestuur is gevestigd in Eshowe.

## Hoofdplaatsen
Het nationaal instituut voor de statistiek, Stats SA, deelt sinds de census 2011 deze gemeente in in 144 zogenaamde hoofdplaatsen (main place):
Abashumi • Amahubhu • Amakhilimba • Amatikulu • Bashikizi • Berea • Bongela • Dibhase • Elomoya • Emaqeleni • Emgoswaneni • Emncongweni • Emnyameni • Eshowe • Esiwane • Esiwolweni • Ezimpongo • Eziqaqweni • Gawula • Gazu-Mngwenya • Gingindlovu • Gugushe • Habeni • Hayinyama • Hemfane • Hlangana • Hlobane • Hlungwini • Hologo • Isidibha • Itshempemvu • Izikoshi • Izimpongo • Izingeni • Izingwenya A • Izingwenya B • Izinkiliji • Izinsundu • Izinyathi • Khabingwe • Kwa-Jazi • Kwa-Mfana • Kwa-Mpofu • Mabhokweni • Mabhudle • Macekane • Machanca • Madala • Mahuzu • Makhehle • Makholokholo • Makhoni • Mandawe • Mankayiyana • Mankentshaneni • Mankumbu • Mankunzana • Manzamnyama • Maqhogo • Maqhulu • Mashishi • Masundwini • Mathibelana • Mathonsi • Matsheni • Mawudlu • Mbangayiya • Mbiza • Mbizane • Mbongolwane • Mehlamasha • Mhambuma • Mhlathuzana • Mkhunyana • Mkhuphulangwenya • Mngampondo • Mophihli • Mpehlela • Mphendle • Mphundumane • Mpofana • Mpungose • Mqezemane • Mtilombo • Mtintombi • Mtunzini • Mvuthine • Ngedlesi • Ngeza • Ngodini • Ngoye • Ngundwini • Ngunundu • Nguqu • Nhlabo • Nhlalidakiwe • Nhlohlela • Nkangala • Nkunzempunga • Nolila-Sonane • Nomyaca • Noshungu • Nozandla • Nqamane • Nqoleni • Ntamoyenkunzi • Nteneshane • Ntenjane • Ntshentshelu • Ntuze • Nyanini • Nyathini • Nyimbithwa • Obanjeni • Ohaheni • Phaphu • Phindavele • Phongola • Qwayinduku • Sabeka • Samungu • Shushu • Sibhamu • Silambo • Siphezi • Siqandaqanda • Siqwanjana • Sogedle • Sugar Mill • Thawini • Thintumkhaba • Ufasimba • uMlalazi NU • Vekeza • Vongotho • Vuma • Yemeni • Yetheni • Zamokuhle • Zimbidli • Zimpisi B • Zimpohlo • Zinhlezuka • Ziyendane.